# گلندورا (نیوجرسی)
گلندورا (به انگلیسی: Glendora) یک منطقهٔ مسکونی در ایالات متحده آمریکا است که در شهرستان کمدن، نیوجرسی واقع شده‌است. گلندورا ۲٫۷۵۱ کیلومتر مربع مساحت و ۴٬۷۵۰ نفر جمعیت دارد و ۲۴ متر بالاتر از سطح دریا واقع شده‌است.